# 広田精一郎
広田 精一郎（ひろた せいいちろう、1905年1月25日 - 1993年8月2日）は、日本の経営者。

## 経歴
福岡県遠賀郡遠賀町出身。1927年に広島高等工業学校を卒業し、同年に東洋レーヨン(のちの東レ)に入社。
名古屋、滋賀での各工場長を務め、1956年に取締役に就任し、1963年に副社長に就任し、1966年から1971年までに社長を務めた。
1968年に藍綬褒章を受章。
1993年8月2日急性心不全のために死去。88歳没。